# Quietula guaymasiae
Quietula guaymasiae är en fiskart som först beskrevs av Oliver Peebles Jenkins och Barton Warren Evermann, 1889.  Quietula guaymasiae ingår i släktet Quietula och familjen smörbultsfiskar. IUCN kategoriserar arten globalt som nära hotad. Inga underarter finns listade i Catalogue of Life.